# Bisdom Choluteca
Het bisdom Choluteca (Latijn: Dioecesis Cholutecensis) is een rooms-katholiek bisdom met als zetel Choluteca, in Honduras. Het bisdom is suffragaan aan het aartsbisdom Tegucigalpa. 

## Geschiedenis
Het bisdom werd opgericht op 8 september 1964, als de territoriale prelatuur Choluteca, uit delen van het aartsbisdom Tegucigalpa. Op 29 augustus 1979 werd het verheven tot bisdom. 

## Parochies
Het bisdom had in 2021 een oppervlakte van 6.282 km2 en telde 726.250 inwoners waarvan 75,0% rooms-katholiek was.

## Bisschoppen
- Marcelo Gérin y Boulay (9 september 1964 - 14 april 1984)
- Raúl Corriveau (14 april 1984 - 17 december 2005; coadjutor sinds 25 augustus 1980)
- Guido Plante (17 december 2005 - 13 juli 2012; coadjutor sinds 14 december 2004)
- Guy Charbonneau (26 januari 2013 - 26 januari 2023)
- Teodoro Gómez Rivera (26 januari 2023 - heden)